# Milagrosa Martínez
María Milagrosa Martínez Navarro (Córdoba, Andalucía, 24 de noviembre de 1958) es una ex-política española. Fue la primeramente alcaldesa de Novelda. Después ocupó la Presidencia de las Cortes Valencianas (2007-2011) y la Consejería de Turismo de la Generalidad Valenciana (2004-2007).

## Biografía
Establecida en Novelda, se licenció en Derecho por la Universidad de Alicante. Militante de Alianza Popular primero y del Partido Popular de la Comunidad Valenciana después, ha sido alcaldesa de Novelda en varias etapas. La primera, de 1995 a 1997, no acabó la legislatura por la moción de censura que presentaron contra ella los regidores del PSPV y el BLOC. Tras las elecciones municipales de 1999 recuperó la alcaldía con mayoría absoluta, revalidándola a las siguientes de 2003. En 2004 dimite para ser consejera de Turismo de la Generalidad Valenciana presidida por Francisco Camps. Milagrosa Martínez ha sido elegida diputada a las Cortes Valencianas a las elecciones a las Cortes Valencianas de 2007 y de 2011. Fue presidenta de las Cortes Valencianas entre 2007y 2011.
También ha sido presidenta de la Comisión del área de salud de las Corporaciones Locales de la Federación Valenciana de Municipios y Provincias y vocal de la Comisión de Cooperación al Desarrollo de la Federación Española de Municipios y Provincias

## Consejera de Turismo
El paso de Milagrosa Martínez por la Consejera de Turismo de la Generalidad Valenciana estuvo marcado por los enfrentamientos con el entonces presidente de la Diputación de Alicante por el también popular José Joaquín Ripoll por la política turística y el reparto de subvenciones.
El 2009, cuando Martínez ya había dejado la consejería, saltó a los medios un presunto caso de soborno cuando, a principios de 2006, aceptó un reloj de 2.400 € de la empresa Orange Market (implicada en el llamado Caso Gürtel) poco después de que le otorgara por segunda vez el contrato del pabellón valenciano a la feria FITUR.
En enero de 2013, fue noticia por ser una de los 7 diputados de las Cortes Valencianas (5 del PSPV, 2 del PPCV) que nunca había intervenido en ningún debate. Además, Milagrosa destacaba porque tan sólo había intervenido una vez en la comisión de peticiones, de la cual es la única miembro de su partido y donde leyó el informe de 2011 del Síndico de Agravios.

## Corrupción
El 10 de febrero de 2017 fue condenada a 9 años de prisión mediante sentencia del Tribunal Superior de Justicia de la Comunidad Valenciana (TSJCV) por los delitos de prevaricación administrativa, malversación de caudales públicos, tráfico de influencias y soborno pasivo, en una de las piezas separadas de la rama valenciana del caso Gürtel. En el transcurso del juicio, manifestó que no sabía lo que era FITUR. La sentencia del TSJCV fue confirmada por el Tribunal Supremo el 8 de mayo de 2018.
El objeto de la pieza en que estaba acusada era la contratación administrativa entre la Generalidad Valenciana y Orange Market por 5 millones de euros para la organización del pabellón valenciano a FITUR (años 2005-2009). Esta pieza forma parte de la rama valenciana del caso Gürtel, la cual investiga la implicación del PPCV en hechos constitutivos de delito electoral, falsedad documental y prevaricación. 
El 21 de marzo de 2014, Milagrosa Martínez dejó su escaño de diputada a las Cortes Valencianas y el 30 de marzo de 2015 fue expulsada del Partido Popular de la Comunidad Valenciana.